# Paraphilaeus daemeli
Paraphilaeus daemeli là một loài nhện trong họ Salticidae.
Loài này thuộc chi Paraphilaeus. Paraphilaeus daemeli được Eugen von Keyserling miêu tả năm 1883.